# Grallipeza placioides
Grallipeza placioides är en tvåvingeart som beskrevs av Cresson 1926. Grallipeza placioides ingår i släktet Grallipeza och familjen skridflugor. Inga underarter finns listade i Catalogue of Life.